# Vortaro de Esperanto

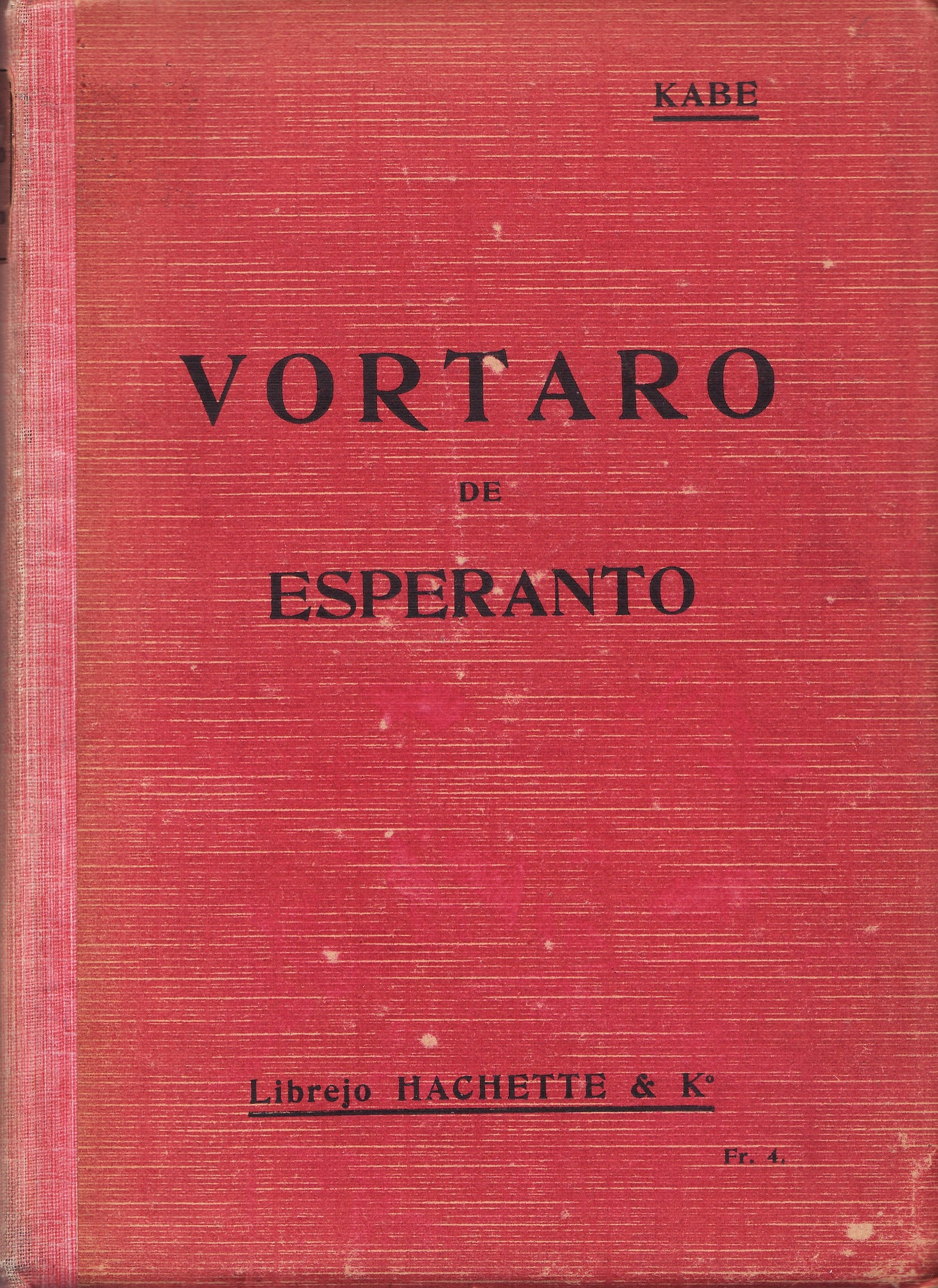

Il Vortaro de Esperanto ("Vocabolario di esperanto"), pubblicato da Kazimierz Bein, è stato il primo vocabolario monolingue edito in lingua esperanto.
È per questo considerato il predecessore del Plena Vortaro de Esperanto del 1930 e dell'attuale Plena Ilustrita Vortaro, la cui ultima edizione è uscita nel 2020.
La prima edizione del Vortaro de Esperanto fu pubblicata nel 1911, la seconda nel 1922 e la terza nel 1925 (si trattò, in verità, di semplici ristampe). Vennero stampate complessivamente 8500 copie del dizionario, lungo 175 pagine.
Il solo dizionario di esperanto pubblicato in precedenza era stato il Plena Vortaro, un dizionario esperanto-esperanto ed esperanto-francese pubblicato nel 1909 da Émile Boirac, e tuttavia caratterizzato da definizioni alquanto imprecise nella sua sezione monolingue.
Il Vortaro de Esperanto è oggi considerato dagli studiosi di esperantologia una preziosa fonte di informazione sulla lingua di inizio Novecento, per la presenza di numerosi arcaismi e di espressioni o accezioni oggi superate.

## Struttura
Konkiri. Akiri per milito; aligi al sia lando per milito, almiliti: La Romanoj konkiris la tutan antikvan mondon.
Konkludi. Formi sian opinion, kiel rezultaton de sia rezonado aŭ sin bazante sur agoj aŭ vortoj de alia persono: konkludi de io, el io. Konkludo. Opinio de tiu, kiu konkludas. Konklude. Kiel konkludo.»
Konkiri. Acquisire tramite una guerra; annettere al proprio paese tramite una guerra, affrontare in guerra: I romani conquistarono l'intero mondo antico.
Konkludi. Formare una propria opinione, come risultato del proprio ragionamento o basandosi sulle azioni o sulle parole di un'altra persona: concludere da qualcosa, in base a qualcosa. Konkludo. Opinione di colui il quale conclude. Konklude. A mo' di conclusione.»
(Kabe, Vortaro de Esperanto, pag. 83)
Le definizioni, succinte ma chiare, contengono esempi fraseologici; manca invece ogni riferimento al primo utilizzo della parola, e al fatto che sia stata introdotta di persona da Zamenhof o addirittura citata nel Fundamento de Esperanto.
La struttura è rimasta fondamentalmente analoga anche nel Plena Vortaro del 1930 e nel moderno Plena Ilustrita Vortaro.